# 上松川橋
上松川橋（かみまつかわばし）は、福島県福島市にある橋である。

## 概要
- 全長 - 122.0m
- 全幅 - 9.0m
- 開通 - 1955年（昭和30年）12月26日[1]
- 形式 - 3径間PC桁橋

福島市街と飯坂温泉を結ぶ福島県道3号福島飯坂線（飯坂街道・万世大路）の橋であり、松川を渡る。福島市南沢又字桜内・泉字清水が丘と南沢又字上並松とを結ぶ。隣接して福島交通飯坂線の上松川橋梁が並行している。

## 沿革
当地には1946年（昭和21年）に改築された12径間I型鉄桁木造土橋の橋が掛かっており、当時の国道13号の交通に供されていたが、老朽化や腐食が激しくなってきたために1953年（昭和28年）より3年に渡る国庫補助事業として、現在掛かっている永久橋への掛け替えが行われた。至近に鉄道橋梁があることや桁下高に制限があること、近隣で良質のコンクリート骨材が取れることからプレストレストコンクリート桁橋が採用された。国内で初めて支間長が40mを超えるコンクリート桁橋が建設されることとなり、当時は東洋一とも呼ばれた。1954年（昭和29年）3月に迂回路用の仮橋となる全長134m、幅員4.5mの木造土橋が着工され同年7月に開通。その後下部構造本工事が行われたが、隣接する鉄道の安全な運行のために最新の注意が払われた。また、上部工はオリエンタルコンクリート（現オリエンタル白石）によって施工され、全長40m、重量65トンのコンクリート桁を現場で制作する国内初の事例であったために、設備機械工具だけで当時の金額で850万円が費やされた。建設にあたっては素材や施工に関して様々な試験や実験が行われ、1957年（昭和32年）5月に土木学会にて論文として発表された。
- 1946年（昭和21年） - 先代の橋が改築される。
- 1953年（昭和28年） - 老朽化により現在の橋となる新橋への架替が事業化。
- 1954年（昭和29年） - 仮設橋着工、同年7月完成
- 1955年（昭和30年）12月26日 - 新橋が開通。
- 1989年（平成元年）8月6日 - 隣接する福島交通飯坂線の橋梁が台風13号による橋脚流失のため損壊。翌年3月1日に復旧[3]。

## 隣の橋
（上流） - 新松川橋 - 阿保原橋 - 上松川橋・福島交通上松川橋梁 - 川寒橋 - 清水大橋 - （下流）